# Санта-Крус-ду-Сул
Санта-Крус-ду-Сул (порт. Santa Cruz do Sul) — муниципалитет в Бразилии, входит в штат Риу-Гранди-ду-Сул. Составная часть мезорегиона Восточно-центральная часть штата Риу-Гранди-ду-Сул. Входит в экономико-статистический микрорегион Санта-Крус-ду-Сул. Население составляет 119 803 человека на 2007 год. Занимает площадь 733,473 км². Плотность населения — 163,3 чел./км².

## История
Город основан 31 марта 1877 года.

## Статистика
- Валовой внутренний продукт на 2004 составляет 3 209 996 000,00 реалов (данные: Бразильский институт географии и статистики).
- Валовой внутренний продукт на душу населения на 2004 составляет 27 653,00 реалов (данные: Бразильский институт географии и статистики).
- Индекс развития человеческого потенциала на 2000 составляет 0,817 (данные: Программа развития ООН).

## География
Климат местности: субтропический. В соответствии с классификацией Кёппена, климат относится к категории Cfa.

## Галерея

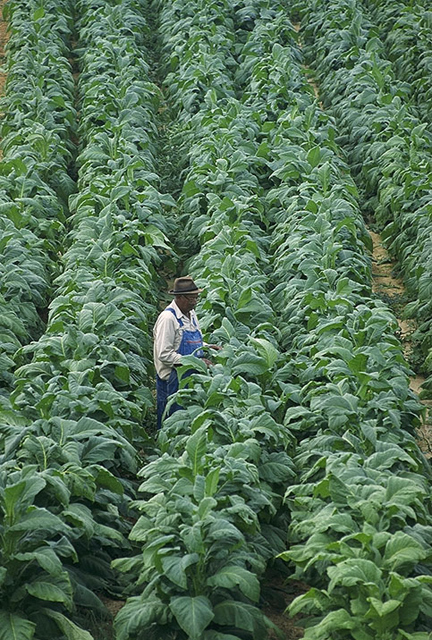
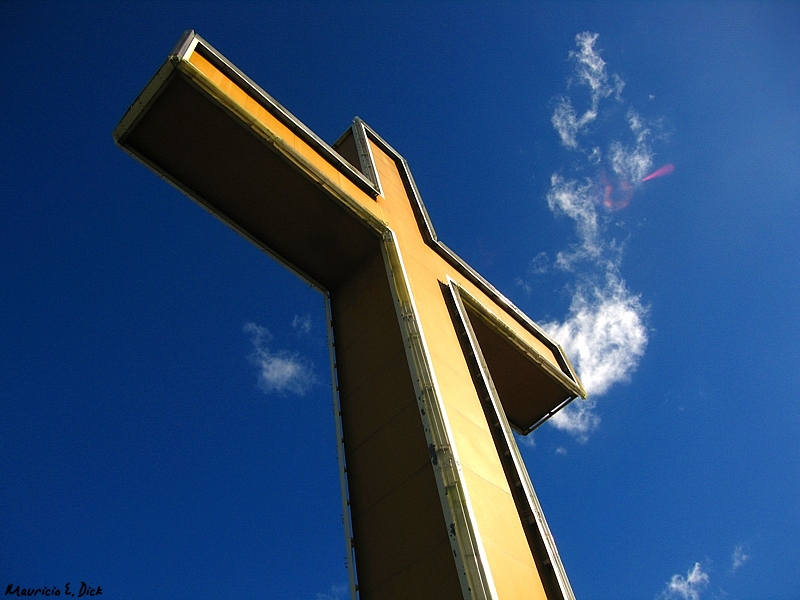
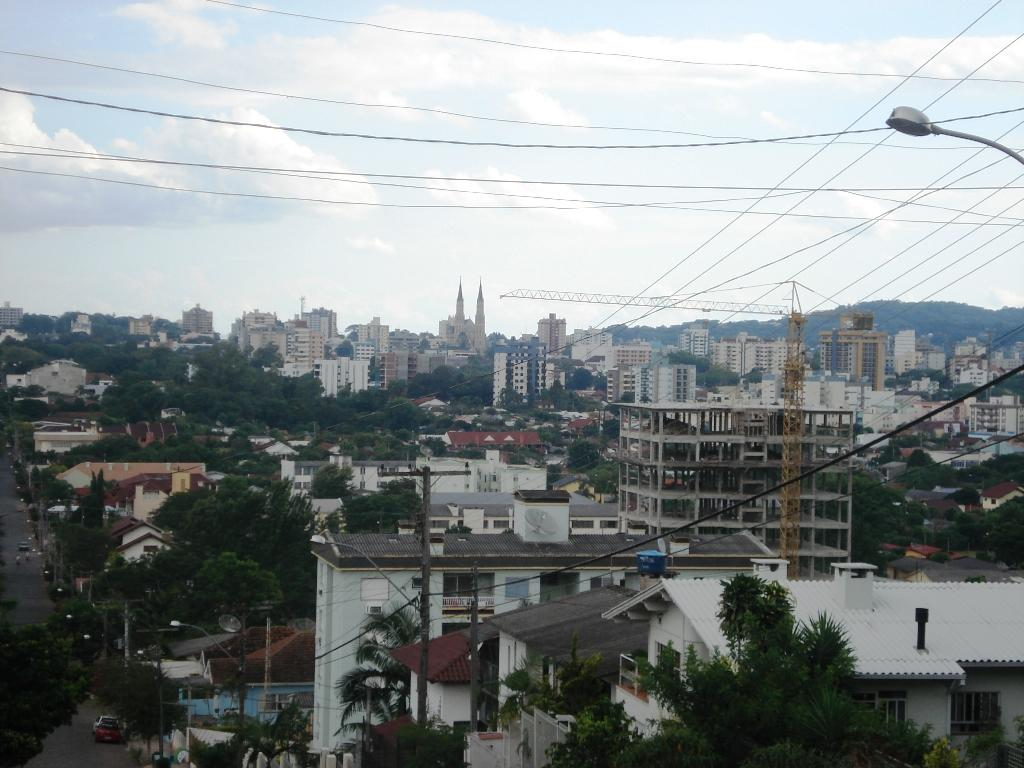